# Червоне козацтво
Червоне козацтво — збройне формування уряду Української Народної Республіки Рад — складової частини РРФСР, пізніше УСРР. 28 грудня 1917 року, на противагу українському «Вільному козацтву», у Харкові був створений перший полк під командуванням Віталія Примакова. Численні бойові формування, що ввійшли до складу Червоного козацтва, виникли і діяли на засадах більшовицької мобілізації та загальноармійського вишколу. 
Підрозділи РСЧА називають у документах та побуті під такими назвами, як Червоно-Козацький Корпус, Українська Радянська Армія, Українська Червона Армія та Українська Повстанська Армія. Полки Червоно-Козацького Корпусу та інших військових формувань Української Народної Республіки Рад після підписання союзного договору з РРФСР у 1922 році були поступово переформовані у регулярні частини єдиної загальносоюзної Робітниче-Селянської Червоної Армії.

## Історія

### Полк

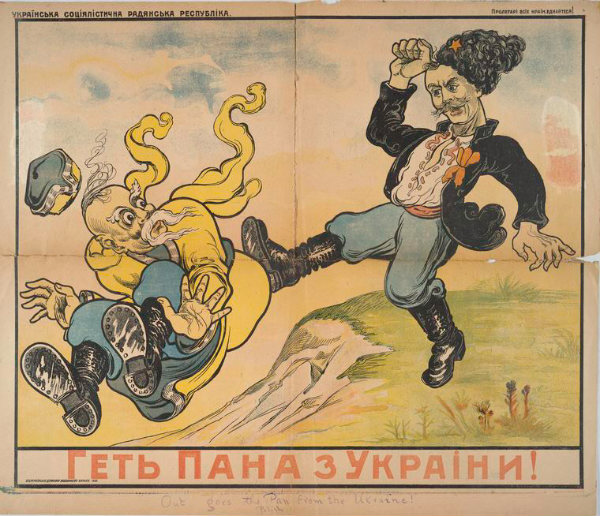
радянський агітаційний плакат

Перший полк червоного козацтва виник у Харкові 28 грудня 1917, на противагу військовим формуванням «Вільного козацтва». Командиром полку був Віталій Примаков.
До новоствореного формування зголосилося 300 українських солдатів та робітників Харкова, зокрема Харківського паровозобудівного заводу. Частина солдатів перейшла з Другого українського полку, що підпорядковувався Центральній Раді, і був роззброєний тоді у Харкові. Значну роль у створенні першого полку зіграв один із засновників українського націонал-комунізму Василь Шахрай. 2 січня 1918 р. В. Примаков доповів Народному Секретаріату, що 700 бійців 1-го полку Червоного козацтва при 4-х кулеметах палають бажанням віддати себе на служіння робітникам і селянам України й чекають наказ про виступ.
Червоне козацтво брало участь у першому наступі більшовицьких сил на Україну, воюючи на Лівобережжі і під Києвом проти військ Центральної Ради. Після здобуття червоними військами Києва 26 січня (8 лютого) 1918 р. в Києві розпочалося формування 4-го куреня Червоного Козацтва, до якого записалося близько 1000 бійців.
1 березня 1918 року на зборах полку бійці постановили перейменувати його в 1-й робітничо-селянський соціалістичний полк Червоної Армії. Такий поворот подій не входив у плани радянського керівництва, і була зроблена спроба очистити полк: з одного боку — позбутися неукраїнського елементу, а з іншого — почати формування частин Червоного козацтва по всій Україні. Але сформовані в Полтаві, Херсоні та Єлисаветраді підрозділі Червоного козацтва в квітні 1918 перейшли на бік військ Центральної Ради. Деякі ж загони Червоного козацтва взагалі повстали проти більшовиків ще до початку наступу німецької армії, як от у Лубнях та Єлизаветграді, а підрозділ Вільного козацтва в містечку Плетений Ташлик на деякий час проголосив себе червоним козацтвом, отримав  зброю від  більшовиків, і через два тижні цією ж зброєю було винищено радянську владу в усьому повіті й відновлено УНР.
Після підписання Берестейського миру німецькі й українські війська змусили червоних відступити на Донбас, а потім у нейтральну зону. Як згадував чех Йосип Прошек, що перебував тоді в загоні В. Примакова під час прибуття до «нейтральної зони» етнічний склад формування був такий: До загону по прибутті в зону входило –  60 українців, 10 росіян, 1 чечен, 1 румун, 12-15 латишів, 10 чехів, 6 поляків, 1 єврей… Згодом прибувало поповнення, серед нього траплялись цілі національні підрозділи, як от інгушська сотня та сотня німців з угорцями.
У червні 1918 року Червоне козацтво перетворено на 1-й катеринославський повстанський загін, який діяв у «нейтральній зоні» між РРФСР і Українською Державою.
22 вересня 1918 року Відповідно до наказу Всеукраїнського військово-революційного комітету (більшовиків) полк Червоного козацтва під командою Примакова формально увійшов до складу Першої повстанської дивізії. На той час у Нейтральній зоні була одна кінна й одна піша сотні Червоного козацтва, а також цілий ряд інших дрібних повстанських формувань. У період формування повстанських частин було ухвалено рішення перевести пішу сотню до складу 1-го Українського радянського полку ім. І. Богуна. До 1-ї кінної сотні приєдналися дрібні кавалерійські формування, і на її базі організовано 1-й кінний полк Червоного козацтва Другої української радянської дивізії. У 1-й і 2-й сотнях цього полку переважно служили вчорашні партизани, в 3-й — інтернаціоналісти-перекинчики й колишні військовополоненики з німецької та австро-угорської армій, в 4-й — курди (також учорашні військовополоненики з турецької армії).
З середини грудня 1918 р. 1-й кінний полк Червоного козацтва активно брав участь у боях з українською армією під проводом Директорії. Протягом весни 1919 року його було значно поповнено місцевими добровольцями, а також мобілізованими з Московського військового округу й інтернаціоналістами (переважно угорцями). Влітку 1919 р. до складу полку влилися залишки цілої низки кавалерійських частин, що діяли раніше на Українському фронті.
У березні — квітні 1919 року червоних козаків посилали в партизанські рейди в тилу українських військ. У травні 1919 року вони брали участь у ліквідації повстання отамана Матвія Григор'єва, в липні — вересні воювали проти Денікіна на Донбасі.

### Бригада
У серпні 1919 полк Червоного козацтва перетворено на бригаду. У жовтні того ж таки року, на базі цієї бригади, разом із 14-ю кубанською кавалерійською бригадою і латиським кавалерійським полком, сформовано 8-му кавалерійську дивізію Червоного козацтва України. 
До серпня 1919 р. 1-й полк Червоного козацтва не був по-справжньому кавалерійським. У кінному строю могли діяти лише курдська, та дві інтернаціональні (німецько-угорські) сотні. Однак дуже скоро більша частина цих «інтернаціоналістів» покинула ряди полку. Лише в серпні 1919 року, коли полк переформовано в бригаду, його перекинуто на Південний фронт і він «ніс до носа» зіткнувся з білою кіннотою, почалося справжнє кавалерійське навчання. На командира 1-го полку було призначено колишнього вахмістра 1-го лейб-драгунського Московського полку П.П. Григор'єва (командиром 2-го став колишній каторжанин П.Р. Потапенко). Серед командирів сотень і взводів з'явилася велика кількість колишніх унтер-офіцерів кавалерії старої армії. Бригада стала посилено навчатися кавалерійського статуту. Після навчань її використовували у партизанських рейдах по тилах армії Денікіна.
У листопаді 1919 — лютому 1920 років червоні козаки брали участь у новому наступі більшовиків проти Денікіна, перейшли Донбас і дійшли до кримського перешийку. У січні 1920 року до 8-ї дивізії приєднано перший московський полк і включено до 13-ї, з травня до 14-ї радянської армії.
У квітні 1920 року червоне козацтво брало участь у боях проти генерала Врангеля в південній Таврії, а після Варшавської угоди Директорії УНР із Польщею в квітні 1920 року, відправлено проти польсько-українського війська. У серпні червоні козаки брали участь у рейдах і боях під Проскуровом і Старокостянтиновом, перейшли Збруч, дійшовши аж до Стрия. Загони червоного козацтва було оточено й частково знищено над Збручем, це зробили загони Армії УНР під керівництвом генерал-хорунжого Юрія Тютюнника.

### Корпус
Після польсько-радянського перемир'я 9 листопада 1920, залишки 8-ї кавалерійської дивізії Червоного козацтва об'єднано з 17-ю кавалерійською дивізією, яку сформували з кубанців та башкирів. 
У жовтні 1920 року на основі цієї дивізії відповідно до наказу військам Південно-Західного фронту від 26 жовтня 1920 р. № 2029 сформовано Кінний корпус у складі 8-ї і 17-ї кавалерійських дивізій. На практиці, з моменту створення корпус і 8-а дивізія в наказах і діловодстві військ на території України і Криму іменувалися «Червона-козацькими», Причому, 8-а кавалерійська дивізія неофіційно називалася 1-ю кінною Червоного козацтва, а її полки відповідно — 1 м (43-й) Мелітопольським, 2-м (44-й) Бердянським, 3-м (45-й) Криворізьким, 4-м (46-й) Новоушицьким, 5-м (47-й) Ялтинським, 6-м (48-й) Лубенським Червоного козацтва, хоча 17-а кавалерійська дивізія зберігала свій офіційний номер, а її полки — загальновійськову нумерацію: 97-й, 98-й, 99-й, 100-й, а також 1-ша і 2-га бригади Г. І. Котовського.
13 грудня 1920 року наказом РВСР № 2797/559 (секретним) присвоєно найменування 1-й Київський кінний корпус.
10 серпня 1921 року відповідно до постанови Всеукраїнського Центрального Виконавчого Комітету присвоєно найменування 1-й кінний корпус Червоного козацтва імені Всеукраїнського ЦВК (найменування затверджено секретним наказом РВСР від 12 вересня 1921 р. № 1983/342).
У 1921—1922 роках червоні козаки проводили локальні операції проти українських повстанців.
З'єднання 1-го Кінного Червоного козацтва імені Всеукраїнського ЦВК корпусу станом на 1924 рік:
- 1-а Запорізька ім. Французької компартії Червоного козацтва кавалерійська дивізія;
- 2-а Чернігівська ім. Німецької компартії Червоного козацтва кавалерійська дивізія.

До 1 вересня 1924 року полки Червоного козацтва за традицією іменувалися кінними, а потім, згідно з наказом РВС СРСР від 14 серпня 1924 року № 1049/168, — кавалерійськими.

### Подальша доля
Напередодні Другої світової війни з першого кінного корпусу Червоного козацтва було створено мотомеханізований корпус. Примакова і майже весь командний склад Червоного козацтва репресовано й ліквідовано в роки сталінського терору у другій половині 1930-х років. Згадка про роль Червоного козацтва під час українсько-більшовицької війни була заборонена. Командирів червоних козаків було реабілітовано за часів хрущовської «відлиги».

## Однострій
Станом на осінь 1918 р мемуаристи відзначають в Червоному козацтві особливості однострою — червоні лампаси та червоний верх у шапках. Причому ці відмінності нашивались на той однострій чи одяг, в якому вояки Червоного козацтва приходили до війська. 
Варто звернути увагу на одну деталь одягу — бурку. Бурки червоні козаки дуже любили, і розживалися ними при кожному зручному випадку, в основному мародерством.
Відсутність централізованого постачання Червоного козацтва була проблемою до 1922 р. Про це йдеться спогадах очевидця про весну-літо 1919 р .:
|  | У ті важкі роки ми майже не отримували ніякого обмундирування. Ходили, хто в чому: той у білій, той у рябій сорочці, хтось із червоного кумача пошиє собі сорочку і, як мак, цвіте на коні, хоч очі закривай. Були у нас і матроси: сидить на коні в тільнику, на голові — безкозирка, за вітром стрічки майорять, а на ногах кльош з Чорне море завширшки і стремен з-під них не видно. І Примаков нічого не мав проти, коли який-небудь козак, надто вже обдертий, де-небудь вимінював чи брав так у якогось куркуля піджак, сорочку або штани. Але горе було тому, хто випадково начепить що-небудь таке, що ніяк не підходило до чоловічого одягу. Було в нас так заведено: коли після ночівлі виступаємо з села або містечка, то на площі шикуються сотні й команди, а Примаков зі штабом оглядає і вітається з козаками. Потім полк виходить у похід, а командири, виїхавши і зупинившись на околиці, пропускають сотні перед собою, уважно оглядаючи козаків. Пропустивши полк, Віталій Маркович пригнеться до луки козачого сідла і мчить до голови колони, тільки бурка за вітром майорить, як крила у птаха. |

1921 року командир 1-го кінного корпусу В.М. Примаков вирішив офіційно затвердити наявні в Червоному козацтві відмінності однострою і надав відповідну доповідь у секретаріат Всеукраїнського Центрального Виконавчого Комітету. Прохання Примакова було задоволено. У тексті постанови ВУЦВК від 3 серпня 1921 р наводився опис уніформи Червоного козацтва:
|  | Присвоїти Корпусу червоні козаки форму такого зразка: шаровари сині з червоними лампасами на два з половиною дюйма шириною, синя гімнастерка, шинель кавалерійського зразка з синіми петлицями і з синім кантом по відрізу рукава і на комірці; папаха сіра для непарних полків і чорна для парних, з червоним верхом. |

Через кілька днів 10 серпня 1921 року постановою ВУЦВК відбулося перейменування корпусу, а для його особового складу був установлений особливий нарукавний знак:
|  | Присвоїти Першому Кінному Корпусу червоні козаки найменування Першого Кінного Корпусу Червоного Козацтва імені ВУЦВК. Дарувати Корпусу право носіння на лівому рукаві вище ліктя особливого значка у формі Червоної п'ятикутної зірки з літерами ВУЦВК, розташованими між променями зірки. Така ж емблема повинна бути поміщена на прапорі корпусу. |

Першим новий однострій отримав 1-й полк Червоного козацтва у травні 1922 року, коли боровся з партизанським загоном отамана Якова Гальчевського. Причому, як згадував командир полку Т. В. Юшкевич, уніформу їм видали щоб уникнути самозабезпечення. Полк отримав нові темно-сині суконні гімнастерки, такі ж із червоними лампасами штани і смушеві шапки.
Особливий однострій був у червоних козаків аж до кінця 1923 р., незважаючи на те, що поза територією України у червоних козаків стали часто виникати проблеми з цього приводу. Наприклад, у Петрограді слухачі Вищої кавалерійської школи з числа командирів-червінців неодноразово затримувалися співробітниками комендантського управління. У зв'язку з цим начальник школи 21 травня 1923 р. у своєму листі повідомляв коменданту міста Федорову про те, що в числі слухачів школи є особи комскладу Червоного козацтва, для яких встановлена і затверджена ЦВК Української Республіки спеціальна форма, а саме: взимку папаха — червоний верх, влітку фуражки   червоний околиш, жовта окантовка і синій верх. Штани з лампасами. У зв'язку з цим він просив коменданта дати вказівку не затримувати військовослужбовців, які мають форму Червоного козацтва.
З метою економії та стандартизації від кінця 1923 р. полки Червоного козацтва стали переодягатися в загальноармійський однострій зразка 1922 року, а питання про власне обмундирування було назавжди знято з порядку денного.

## Співпраця з військами УНР
Існували випадки співпраці та переходу на бік війська УНР окремих підрозділів ЧК. Зокрема під час визволення Полтави місцеві червоні козаки, які під час окупації протидіяли російським більшовикам щодо мародерств та самосудів останніх, перейшли на бік корпусу Петріва.

## Персоналії
- Примаков Віталій
- Міщенко Сила
- Петровський Федір

## Різне

Червоное казачество. 1923